# Emory (Wirginia)
Emory – jednostka osadnicza w Stanach Zjednoczonych, w stanie Wirginia, w hrabstwie Washington.